# El Ouata
El Ouata è un comune dell'Algeria, situato nella provincia di Béni Abbès.